# Comix (Fernsehsendung)
Comix war eine Fernsehsendung, die der Privat-Fernsehsender RTL jeweils am Samstagmorgen ausgestrahlt hat. Die erste Staffel lief vom 4. Dezember 1993 bis 28. Mai 1994, die zweite und letzte vom 3. September 1994 bis 17. Dezember 1994.
Moderiert wurde Comix von Matthias Krings. Thema in der knapp halbstündigen Sendung waren ausschließlich die titelgebenden Comics. Daneben waren verschiedene Reportagen (beispielsweise über Disney) und Vorstellungen aktueller Videospiele Teil der Sendung. Als Höhepunkt fand das Finale des vom Micky-Maus-Magazin veranstaltete Donald-Duck-Imitatoren-Wettbewerbs in der Sendung statt.